# Jean Henri de Moor
Jean Henri de Moor (* um 1645 in Wageningen; † 2. März 1722 in Neustadt/Dosse) war ein hugenottischer Unternehmer.

## Leben
Jean Henri de Moor stammte aus Wageningen bei Geldern in den Niederlanden, wuchs aber in Paris auf. Er betrieb dort erfolgreich eine Spiegelfabrik. 1683 ging er nach Kopenhagen, arbeitete als Goldschmied der dänischen Könige und wurde Vorstand des Konsistoriums der französisch-reformierten Kirche. 1694 wurde er Direktor einer Glasmanufaktur, löste aber 1695/96 das Geschäft auf und ging nach Berlin. 1696 unterzeichnete er einen Vertrag mit dem Kurfürsten Friedrich III., vertreten durch den Amtsverwalter Eberhard von Danckelmann, durch den er Direktor und Teilhaber der 1688 gegründeten Spiegelmanufaktur in Neustadt/Dosse wurde und gründete dort eine französische Kolonie. 1708 wurde er Pächter der Fabrik, ab 1711 zusammen mit seinem Sohn Johann Heinrich. Er wurde zum Hofrat ernannt. Sein Teilhaber wurde sein Schwiegersohn Henri Colomb, der aber bereits 1719 starb. Als die Fabrik 1720/21 in wirtschaftliche Schwierigkeiten geriet, wurden er, sein Sohn Johann Heinrich und sein Enkel Johann Heinrich Colomb in (Berlin)-Spandau für einige Monate in Schuldhaft gesetzt. Seinem Sohn Johann Heinrich überließ König Friedrich Wilhelm I. 1721 die Fabrik. Johann Heinrich Colomb wurde Gesellschafter und, nachdem Johann Heinrich de Moor 1733 starb, alleiniger Besitzer.
Jean Henri de Moor war zweimal verheiratet, in erster Ehe mit einer geborenen Taher aus Paris, über die nichts weiter bekannt ist, in zweiter Ehe mit Marie Schalck. Er hatte insgesamt 12 Kinder. Der Sohn Jean Henri (Johann Heinrich) und die Töchter Madelaine und Elisabeth wurden in Paris geboren, die Tochter Catherine in Kopenhagen.